# Сеул
Сеул (на корейски: 서울, [sʰʌ.ul]) е столицата на Южна Корея, най-големият град и икономическият, политически и културен център на страната. 
С население над 9 милиона души, Сеул е сред най-големите градове в световен мащаб. Сеулският национален столичен район с население от над 26 милиона души е вторият най-голям метрополен регион в света и обхваща столичния град, агломерацията Инчон и почти цялата провинция Кьонги-до. Почти 50% от населението на Южна Корея живее в столичната метрополия, от които 1/4 са в самия Сеул. 
Столичният град е разделен от широката близо километър река Хан-ган (한강) (514 km). В средата на северната част на града се намира планината Нам-сан (남산) (262 m).
Районът на Сеул е населен от повече от 2000 години, а самият град е създаден през 18 г. пр.н.е. като столица на Пекче, една от трите корейски държави. Градът запазва статуса си на столица по времето на династията Чосон и в периода на Корейската империя. 
Сеул е дом на голям брой паметници на културата, а 4 от тях са включени в Списъка на ЮНЕСКО за световно културно и природно наследство – Чонмьо (종묘) – храмът в чест на кралете от династията Чосон (조선) (1392 – 1910 г.), дворецът Чандоккун (창덕궁), Кралските гробници на династията Чосон (조선왕릉) и крепостта Хуасон (수원 화성).
Южнокорейската столица се смята за един от водещите глобални градове, нареждащ се сред най-важните финансови и търговски центрове в световен мащаб и също така е дом на множество компании, сред които Samsung, LG и Hyundai-Kia. През 2008 Сеул е обявен за шестия икономически най-силен град според списание Форбс.
Сеул е домакин на XXIV Летни олимпийски игри (17 септември 1988 – 2 октомври 1988) и е един от градове, в които се провежда XVII Световно първенство по футбол (31 май 2002 – 30 юни 2002).
Сред основните проблеми пред които е изправена местната управа са замърсяването на въздуха и шума от трафика. Сред страните-членки на ОИСР Сеул е с най-лошото качество на въздуха,

## Име
През вековете, градът наричан през 20-21. век Сеул е познат под различни имена, сред които Виресон (위례성; 慰禮城; ера Пекче) Ханчу (한주; 漢州; ера Шила), Намгьон (남경; 南京; ера Когурьо), Хансон (한성; 漢城; ера Пекче и династия Чосон), Ханян (한양; 漢陽; династия Чосон), Гьонсон (경성; 京城; японска окупация). Настоящото име (Сеул) произлиза от корейската дума за столичен град, която от своя страна се счита, че произлиза от думата сорабол (서라벌; 徐羅伐). Това название първоначално е използвано като определение за столицата на държавата Шила Гьончу.
За разлика от мнозинството от корейски топоними Сеул няма съответстващи ханджа (китайските йероглифи, използвани в корейския). Съвременното китайско наименование се изписва 首爾 (традиционен) и 首尔 (опростен) и се произнася Shǒuěr (шоуър). Старото име на китайски 漢城 (традиционен) / 汉城 (опростен), което се чете hànchéng (ханчън), все още се използва.

## История

### Ранна история
Счита се, че територията на Сеул е била населена още по времето на палеолита, а първите останки от уседнал начин на живот са от ерата на неолита. Находките в археологическия обект Амса (암사선사유적지), в Кандон-гу, датират между 7000 и 3000 години. С навлизането на бронзовите оръдия на труда към 700 г. пр.н.е., броят на малките селища по течението на река Хан съществено се увеличава, а те самите значително се разширяват.
През 18 г. пр.н.е. кралство Пекче основава столицата Виресон (위례성), която се счита за най-старото селище, което отговаря на Сеул в исторически план. На територията на съвременния град са открити части от крепостните стени на Виресон. Археолози предполагат, че той е бил разположен на територията на сегашния квартал Чамсил в район Сонгпха. Всички находки от ерата Пекче са разположени южно от река Хан и не са част от утвърдената историческа част на Сеул.
Вярвало се, че което кралство контролира долината на река Хан (транспортният център на района), ще разполага със стратегически контрол над целия Корейски полуостров. Съответно, 3-те кралства, които постоянно се домогват до него, редовно си я оспорват, което води до смени на властта в Сеул. През 392 той влиза в състава на кралство Когурьо, а през 511 е завладян от обединеното кралство Шила-Пекче. После Шила успява да елиминира Пекче и Когурьо и разпростира властта си над Корейския полуостров. Създадената държава Обединена Шила съществува общо 267 години, но е победена от младото кралство Корьо през 935 г. и унищожена от него.
През 1104 крал Сукчон от династията Корьо построява Двореца в Сеул (тогава Намгьон - Южна столица). През неговото управление селището се превръща в град от първостепенно значение.

### Династия Чосон
И Сон-гхе, по-известен като Таечо, узурпира трона през 1392 г. и слага край на династията Корьо и дава началото на династията Чосон, която управлява Корейския полуостров до 1897. На 29 ноември 1394 г. Таечо обявява Сеул за столица, а градът е преименуван на Ханян. Императорът разпорежда построяването на нови крепостни стени, изграждането на храмове и издигането на двореца Кьонбоккун, който се е запазил до 21.век. Стена с дължина от 18 km свързва планините Букаксан, Инвансан, Намсан и Наксан, които обграждат града и са негова естествена защита. Част от първите градски стени са запазени и могат да бъдат видени в близост до планинските масиви. Суннйемун и Дондаемун, 2 от главните порти от времето на Таечо, са също запазени. Отварянето и затварянето на градските порти се известявало с всекидневното биене на звънец (камбана).
Между 1405 и 1412 е построен дворецът Чханбоккун, а през 1616 е издигнат двореца Гьонхуйкун. Скоро след това Ханян е пременуван на Хансьон. 
Въпреки че градът е бил добре предпазен от здравите крепостни стени и защита му била сравнително лесна, през 1592 Хансьон е разграбен и наполовина унищожен от японската инвазия в Азия, продължила между 1592 и 1598. През 1635 градът е превзет от манджурите, които го напускат след като Корея се съгласява да стане васал на китайската династия Цин, установена от тях. 
Едва при управлението на крал Чонджо (1724 – 1776) Корея изживява повторен разцвет, а в Ханян усърдно се строят нови административни и жилищни сгради. Столичният град бързо се превръща в търговския център на Корейския полуостров. 
През 1872 кралската резиденция е върната в Кьонбоккун, който е почти напълно разрушен от японците.

### Японска колонизация
Под натиска на Япония на 24 февруари 1876 Корея слага край на политиката си на изолация и се отваря към външния свят. В Сеул са открити посолствата на редица държави и поставя се началото на търговски отношения с Европа. Множество чуждестранни компании създават представителства в корейската столица, което допълнително стимулира местната икономика. През 1888 между Сеул, Инчхън, Пусан и Уиджу (сега в Северна Корея) е създадена първата мрежа от телеграфни линии в Корея. През 1899 Инчхън и Кьонкин са свързани чрез железопътна линия, позволявайки Сеул да бъде достигнат с влак. През същата година в столичния град е пуснат в експлоатация първия електрически трамвай там. На 1 януари 1905 е открит железопътната линия Кьонбу, която свързва Сеул с Пусан. Населението, което почти 2 столетия не надвишава 200 хиляди души започва бързо да се увеличава и към 1936 е 730 хиляди, а през 1949 г. - 1 418 000.
На 22 август 1910 Япония анексира Корея и я включва в Японската империя като провинция Чосен. Сеул, тогава Хансьон, е определен за столица на новата провинция. Японското име на Сеул в следващите 35 години е Кейджо (京城), на корейски Гьонсон, а префектурата, към която спада, носи името Кейджо-фу (京城府), на корейски Гьонсон-бу. Японците съществено разширяват града, значително подобряват инфраструктурата му, строят множество нови обществени и административни сгради; развиват се повечето сектори на промишлеността. Новите сгради отговарят на модерните тенденции в архитектурата и значително променят облика на Сеул.
По време на Втората световна война отношението на японците към Корея е сходно с това към окупираните от тях територии; Японската империя провежда засилена политика на репресии, чрез които се цели заличаване на корейската култура и асимилирането на местното население. Мъжете са мобилизирани като част от японската имперска армия, а много жени са изпратени на фронта като секс-робини (проститутки). Собствениците на земя са принудени да се откажат от нея, а всички корейци са задължени да приемат японски имена. В образователната система японският стават единственият език, на който се преподава.
С капитулацията на Япония на 15 август 1945 се слага край на японската колониална епоха, а корейският полуостров е поделен между СССР и САЩ по 38-ия паралел. Хансьон е обявен за седалище на временното американско военно правителство и точно година след освобождението му преименуван на Сеул. Градът престава да бъде част от провинция Кьонги-до и получава статут на специален град с права на провинция. На 15 август 1948 е създадена Република Корея със столица Сеул в южната част на полустрова, а на север е създадена Северна Корея (КНДР) със столица Пхенян.

### Корейска война
От избухването на войната до края ѝ на 1 август 1953 Пусан е седалището на правителството, но Сеул никога не престава да бъде столица на Южна Корея.
На 25 юни 1950 севернокорейската пехота и танкове преминават 38-ия паралел и осъществяват главен удар по направление коридора Почхон – Ийджонбу – Сеул, а второстепенният удар е нанесен едновременно на полуостровите Онджин и Чхунчон в източния район. 3 дни по-късно Сеул е завзет от севернокорейските войски. Южнокорейските части са изтласкани южно чак до Пусан и едва с пристигането на войските на ООН (от които 90% - с американско участие) КНДР търпи първите си загуби. На 15 септември войски на ООН в състав 1-ва дивизия от морската пехота и 7-а пехотна дивизия правят десант в Инчхън, считан за морската врата към южнокорейската столица. Битката е спечелена бързо и войските на ООН предприемат бавен и изключително кървав поход към окупирания Сеул. На 28 септември Сеул е освободен, а севернокорейските войски разгромени.
Почти месец по-късно в Корейската война с 200 хиляди души на страната на Северна Корея се включва и Китай. На 3 януари 1951 г. американските и южнокорейски войски се оттеглят от Сеул, защото не могат да устоят на настъпателната мощ на китайската доброволческа армия и севернокорейските ѝ съюзници и ден по-късно градът е повторно окупиран от Северна Корея. На 14 март 1951 от страх, че Сеул ще бъде повторно освободен, севернокорейските войски бързат да се изтеглят от града, оставяйки след себе си пълно унищожение. Ден по-късно столицата е освободена като част от операция Разрушител, но целият град е в руини, сравними с разрушенията, претърпени от Берлин по време на Втората световна война.

### Най-нова история
С края на Корейската война започват възстановителните дейности в Сеул, а градът бързо се разраства. През 1963 населението на столицата надвишава 3 милиона души.

## География

### Топография
Сеул споделя сходни географски координати с Атина (37° 54′ N) и Лисабон (38° 43′ N).
Градът обхваща територия от 602.25 km², а средната му надморска височина е 87 метра. Той се намира в северозападната част на Южна Корея на 56 km от границата със Северна Корея.
Територията на столицата е разполовена от река Хан (한강; 漢江), а в близост до града се вливат притоците на Хан Букханган и Намханган. В тази част на река Хан, която преминава през Сеул има няколко малки острова, най-важният сред които е Йоуидо. Единият от вътрешните притоци на Хан е пресушен и застроен. Историческият център на Сеул е стратегически удобно разположен северно от река Хан, в леко w-образна форма. Течението на реката продължава северозападно от Сеул към Инчон, в чиято непосредствена близост се влива в Жълто море.
Градът е заобиколен от множество китни долини, в които са разположени голям брой села и будистки храмове и манастири. Също така около него и в самия град има и много планини. В близост до центъра на града се издига планината Намсан (남산; 南山; „Южната планина“), на която са разположени телевизионната кула и лифт. В северната част на Сеул се извисява планината Букхансан („Планината на север от Хан“, а планината Намхансансьон е в Южен Сеул. Южно от града се намира планината Гванаксан - особено популярна дестинация за отдих, сред жителите му.

### Климат
Климатът в Сеул е смесица между влажен субтропичен и умереноконтинентален. В Сеул налице са 4 отделни сезона, а летните и зимните температурни амплитуди са ясно отчетливи. През лятото, под влиянието на течение от Северния Тихи океан, времето е горещо и влажно, а температурите често надвишават 30 °C. През зимата климатът в Сеул е повлиян от навлизащия откъм Сибир студен въздушен фронт с високо налягане, под чието въздействие се образуват западни ветрове, а температурите падат до около 0°C. Особено студените периоди обикновено обхващат града в 3-дневни цикли, по време на които се редуват покачвания и спадания в атмосферното налягане, валежите от сняг са особено мразовити и често са причина за образуване на поледици. Пролетта и есента са предимно слънчеви и сухи, а температурите благоприятни. Обилните валежи са неизменен факт в Сеул, но в периода май – септември градът попада под влиянието на Източноазиатския мусонен сезон; тогава се изсипват най-много валежи, достигащи през юли и август над 300 mm на квадратен метър.
| Климатични данни за Сеул (1971 – 2000 г.) | Климатични данни за Сеул (1971 – 2000 г.) | Климатични данни за Сеул (1971 – 2000 г.) | Климатични данни за Сеул (1971 – 2000 г.) | Климатични данни за Сеул (1971 – 2000 г.) | Климатични данни за Сеул (1971 – 2000 г.) | Климатични данни за Сеул (1971 – 2000 г.) | Климатични данни за Сеул (1971 – 2000 г.) | Климатични данни за Сеул (1971 – 2000 г.) | Климатични данни за Сеул (1971 – 2000 г.) | Климатични данни за Сеул (1971 – 2000 г.) | Климатични данни за Сеул (1971 – 2000 г.) | Климатични данни за Сеул (1971 – 2000 г.) | Климатични данни за Сеул (1971 – 2000 г.) |
| Месеци                                    | яну.                                      | фев.                                      | март                                      | апр.                                      | май                                       | юни                                       | юли                                       | авг.                                      | сеп.                                      | окт.                                      | ное.                                      | дек.                                      | Годишно                                   |
| Абсолютни максимални температури (°C)     | 13,5                                      | 18,7                                      | 23,0                                      | 29,8                                      | 32,4                                      | 37,4                                      | 38,4                                      | 38,1                                      | 36,0                                      | 29,6                                      | 24,0                                      | 19,6                                      | 38,4                                      |
| Средни максимални температури (°C)        | 1,6                                       | 4,1                                       | 10,2                                      | 17,6                                      | 22,8                                      | 26,9                                      | 28,8                                      | 29,5                                      | 25,6                                      | 19,7                                      | 11,5                                      | 4,2                                       | 16,9                                      |
| Средни минимални температури (°C)         | −6,1                                      | −4,1                                      | 1,1                                       | 7,3                                       | 12,6                                      | 17,8                                      | 21,8                                      | 22,1                                      | 16,7                                      | 9,8                                       | 2,9                                       | −3,4                                      | 8,2                                       |
| Абсолютни минимални температури (°C)      | −22                                       | −19,8                                     | −15,3                                     | −4,6                                      | 4,6                                       | 7,0                                       | 11,9                                      | 12,5                                      | 3,9                                       | −2,6                                      | −11,5                                     | −18,1                                     | −22                                       |
| Средни месечни валежи (mm)                | 21,6                                      | 23,6                                      | 45,8                                      | 77,0                                      | 102,2                                     | 133,3                                     | 327,9                                     | 348,0                                     | 137,6                                     | 49,3                                      | 53,1                                      | 24,9                                      | 1344,3                                    |
| Брой на дните с валежи                    | 7.1                                       | 6                                         | 6.8                                       | 8                                         | 8.8                                       | 10                                        | 15.5                                      | 13.8                                      | 8.7                                       | 6.6                                       | 9                                         | 11                                        | 107.6                                     |
| ----------------------------------------- | ----------------------------------------- | ----------------------------------------- | ----------------------------------------- | ----------------------------------------- | ----------------------------------------- | ----------------------------------------- | ----------------------------------------- | ----------------------------------------- | ----------------------------------------- | ----------------------------------------- | ----------------------------------------- | ----------------------------------------- | ----------------------------------------- |
| Източник: Корейска метеорологична служба  |                                           |                                           |                                           |                                           |                                           |                                           |                                           |                                           |                                           |                                           |                                           |                                           |                                           |

## Управление
Сеул се дели на 25 района (гу или ку; 구; 區), с различна големина (между 10 и 47 km²) и брой на жителите (между 140 и 630 хиляди). Район Сонпха е най-населеният, а Сочхо - с най-голяма площ. Всеки гу се дели на квартали (донг/тон; 동; 洞). В някои райони има едва няколко квартала, а други гу се характеризират със значителен брой донг. В Сеул има общо 522 квартала (행정동).
| - Йондьонпхо-гу (영등포구; 永登浦區) - Йонпхьон-гу (은평구; 恩平區) - Йонсан-гу (용산구; 龍山區) - Канбук-гу (강북구; 江北區) - Кандон-гу (강동구; 江東區) - Каннам-гу (강남구; 江南區) - Кансо-гу (강서구; 江西區) - Кванак-гу (관악구; 冠岳區) - Кванджин-гу (광진구; 廣津區) - Куро-гу (구로구; 九老區) - Кьомчхон-гу (금천구; 衿川區) - Мапхо-гу (마포구; 麻浦區) - Новон-гу (노원구; 蘆原區) | - Содьомун-гу (서대문구; 西大門區) - Сонбук-гу (성북구; 城北區) - Сондон-гу (성동구; 城東區) - Сонпха-гу (송파구; 松坡區) - Сочхо-гу (서초구; 瑞草區) - Тобон-гу (도봉구; 道峰區) - Тондьомун-гу (동대문구; 東大門區) - Тонджак-гу (동작구; 銅雀區) - Чонно-гу (종로구; 鍾路區) - Чун-гу (중구; 中區) - Чуннан-гу (중랑구; 中浪區) - Янчхон-гу (양천구; 陽川區) |

Администрацията на всеки район изпълнява голяма част от функциите, които са в юрисдикцията на градските управи в други държави. Всичките 25 района се ползват с определена автономност, в която е включено и правото да имат собствен кмет. Районните кметове се избират от жителите на всеки гу.
Сеул, като град, се управлява от градски съвет и от правителство на сеулския метрополен регион. Градският съвет се състои от 104 члена, които се избират през 4 години. Кметът от своя страна представлява метрополното правителство и се избира директно на всеки 4 години. Човекът, който ще заеме позицията на кмет на столичния град се определя от президента на Южна Корея. Кметът има 3 заместник-кмета, от които двама отговарят за администрацията и един за политическите въпроси.

## Население
Към 2010 населението на Сеул възлиза на 10 208 302 души, а в метрополния му регион живеят приблизително 24 милиона души или около 50% от населението на цяла Южна Корея. По брой жените, сред жителите на Сеул имат съвсем лек превес над мъжете.
С гъстота на населението от 17 288 души на km² Сеул е един от най-гъсто населените градове в света; за сравнение гъстота на населението в София възлиза на „едва“ 2513 души/km². Най-гъсто населеният район е Янчхон, в който на един km² се падат по 26 400 души. Най-населеният район на Сеул е Сонпха с над 680 хиляди жители, а най-слабо населен е район Чун, който е познат и като Район Централен.
Към края на 2003 в Сеул са живеели 102 822  чужденци (жители на около 90 държави), представляващи 1% от населението на столицата. Спрямо всички останали южнокорейски градове, в процентно отношение в Сеул живеят най-много чужденци, но сравнена с другите столици, южнорейската има един от най-ниските проценти на чуждестранно присъствие в цял свят. В Сеул живеят 52 572 китайци, 11 484 американци, 6139 японци и 3227 представители на други държави. Българите в Южна Корея са около 150 души, като мнозинството от тях живеят в Сеул.
| Година          | Население |
| --------------- | --------- |
| 1428            | 103 328   |
| 1660            | 200 000   |
| 1881            | 199 100   |
| 1890            | 192 900   |
| 1899            | 211 200   |
| 1902            | 196 600   |
| 1906            | 230 900   |
| 1910            | 278 958   |
| 1915            | 241 085   |
| 1920            | 250.,208  |
| 1 октомври 1925 | 336 349   |
| 1 октомври 1930 | 355 426   |
| 1 октомври 1935 | 404 202   |
| 1 октомври 1940 | 930 547   |

| Година           | Население  |
| ---------------- | ---------- |
| 1 октомври 1944  | 947 630    |
| 1 май 1949       | 1 418 025  |
| 1 януари 1952    | 648.,432   |
| 1 септември 1955 | 1 574 868  |
| 1 декември 1960  | 2 445 402  |
| 1 октомври 1966  | 3 793 280  |
| 1 октомври 1970  | 5 433 198  |
| 1 октомври 1975  | 6 889 502  |
| 1 ноември 1980   | 8 364 379  |
| 1 ноември 1985   | 9 639 110  |
| 1 ноември 1990   | 10 612 577 |
| 1 ноември 1995   | 10 231 217 |
| 1 ноември 2000   | 9 895 972  |
| 1 януари 2005    | 10 349 312 |

## Икономика
Въпреки че Сеул представлява 0,6% от територията на Южна Корея, той е отговорен за 21% от държавния БВП. Благодарение на успешната политика на децентрализация, започната още по време на японската колонизация, Сеул е изгубил позицията си на основен индустриален център в страната, но в сферата на услугите градът продължава да бъде най-важен.
Още от края на Корейската война, Сеул постоянно се модернизира. Благодарение на бързата индустриализация и на разцвета на местната икономика, столичният град се превръща в един от най-важните икономически центрове в Азия. В периода 1989 – 1998 южнокорейската икономика годишно се увеличава с 11,6%, като Сеул е отговорен за най-съществената част от растежа ѝ. Към 1997 безработицата възлиза на едва 2,7%, но в края на същата година Южна Корея е въвлечена в азиатската финансова криза. В резултат на този неочакван срив, в национален мащаб безработицата скача до 9%, а брутният вътрешен продукт се свива с 5,5%. Въпреки това страната успява бързо и умело да се измъкне от кризата, а положението в Сеул бързо се връща в рамките на нормалното. 
В Сеул са разположени представителствата на повечето южнокорейски компании, както и почти всички седалища на международни фирми. Почти всички южнокорейски големи корпорации, банки, търговски дружества и застрахователни компании са със седалище в Сеул. Сред най-важните южнокорейски компании със седалища в Сеул са Samsung, LG, Hyundai, Kia и SK Group. От международните банки представителства в града имат Citigroup, Deutsche Bank, HSBC, Goldman Sachs, JP Morgan, Barclays, Grupo Santander, UBS, Credit Suisse, „УниКредит“, Société Générale, Calyon, BBVA, Macquarie Group, ING Bank и Standard Chartered. В Сеул се намира Корейската стокова борса.
Най-добре развитите индустрии в града са химическата, текстилната, машиностроителната, производството на бяла и черна техника и производството на хартиени материали. От регистрирани към 1999 г. 75 285 предприятия на територията на Сеул, едва 232 имат наети повече от 300 работници, а малките и средни предприятия имат средно по 6 работници.

## Транспорт

### Летища
Южнокорейската столица се обслужва от 2 международни летища.
Международно летище Гимпхо, първоначално прилежи към град Гимпхо, но през 1963 е присъединено към Сеул. То е единственото, от края на Корейската война до 2001 г., което обслужва международни полети до Сеул. През март 2001 г. е открито Международно летище Инчон (Инчхън) на остров Йончон в Инчон. След откриването му, към него поетапно са прехвърлени всички международни полети, обслужвани от Гимпхо. Последното впоследствие обслужва основно вътрешни полети и няколко международни линии до Ханеда в Токио, Международно летище Кансай в Осака и летище Хунцяо в Шанхай. Поради това изместване, значимостта на Гимпхо за международната авиация е значително спаднала, а Инчон, заедно с това в Хонгконг, се е превърнало в основен транспортен център в Източна Азия.
Инчон и Гимпхо са свързани със Сеул чрез магистрали, а до Инчон върви специална железница, която свързва района на летището със столичния град. До Инчон (#5 и #9) и Гимпхо (#1) стигат 3 от метро-линиите, а също така от и до двете летища има редовно движещи се маршрутни таксита.

## Образование
Сеул е и образователният център на Южна Корея. В града се намират 36 висши учебни заведения, най-реномираните сред които Държавен университет Сеул, Корейския университет, Университет Йонсей, Университет Сункюнкван и KAIST.
В Южна Корея образованието от 1 до 10 клас е задължително. Предвидени са допълнителни 2 години обучение за тези, които искат специалност или искат да продължат образованието си. Към 2009 г. метрополната образователна система обхваща 15 младежки колежа, 315 гимназии, 377 про-гимназии, 512 основни училища, 1370 детски градини и 33 училища за лица със специални нужди.
В Сеул има 28 библиотеки, 2 от които разполагат с литература за незрящи. В града има стотици книжарници, а по-големите предлагат и чуждоезична литература, основно - на английски, китайски и японски.

## Спорт
Сеул разполага с над 12 хиляди спортни съоръжения, повечето – за обществено ползване. Около 700 от тези институции са публична собственост или принадлежат на частни предприятия. Общо 28 от базите са част от администрираната от града инфраструктура и сред тях са 4 стадиона, които се използват за футбол, бейзбол и лека атлетика.
10 от сеулските окръзи разполагат със собствени спортни бази, а 4 други са в процес на изграждането на такива. Най-известната спортна база в столичния град е Сеулският спортен комплекс в окръг Сонпха, чиято площ възлиза на 0,59 km². В този комплекс през 1986 г. се провеждат X Азиатски игри, през 1988 – XXIV летни олимпийски игри, както и Пара-олимпийските игри по-късно същата година. В комплекса влизат Олимпийският стадион с капацитет от 100 хиляди души, стадион за бейзбол, закрит басейн, спортна зала, терен за лека атлетика и спортно училище.
През 2002 г. Южна Корея и Япония са домакини на XVII световно първенство по футбол, във връзка с което в район Мапхо е построен чисто нов стадион с капацитет от 65 хиляди места, разположени на общо 7 нива. Стадион Санам (서울 월드컵 경기장) или Seoul World Cup Stadium е строен в периода (октомври 1998 – ноември 2001). От 2001 насам стадионът е официалният терен на Южнокорейския национален отбор по футбол, а от 2004 Санам е дом на първодивизионния ФК Сеул.
В Сеул са разположени централата на Световната федерация по таекуон-до и Световната академия по таекуон-до Куккивон.

## Известни личности
Родени в Сеул
- Банг Йонг Гук (р. 1990), музикант
- Джи-Драгън (р. 1988), музикант
- Мишел Заунер (р. 1989), американска певица
- И Мин-хо (р. 1987), актьор
- Джим Йон Ким (р. 1959), администратор
- Ким Су-хьон (р. 1988), актьор
- Юнджин Ким (р. 1973), актриса
- Кон Джи-йон (р. 1963), писателка
- Ли Сън Хун (р. 1988), кънкьор
- Джим Лий (р. 1964), автор на комикси
- Минзи (р. 1994), певица
- Мо Тхе-бъм (р. 1989), кънкьор
- Пак Бом (р. 1984), певица
- Пак Чи-сън (р. 1981), футболист
- Сай (р. 1977), музикант
- Си Ел (р. 1991), певица
- Хон Мьон-бо (р. 1969), футболист
- Хуан Гьо-ан (р. 1957), политик
- Хуан Дон-хьок (р. 1957), режисьор
- Че Мин-шик (р. 1962), актьор
- Чо Сюн Ху (1984 – 2007), престъпник
- Джон Чо (р. 1972), актьор
- Чон Джи-хьон (р. 1981), актриса
- Стивън Ян (р. 1983), актьор

Починали в Сеул
- Дже-ки Сонг (1967 – 2013), общественик

## Побратимени градове
Сеул е побратимен с общо 24 града:
| Тайван 23 март 1968: Тайпе · Турция 23 август 1971: Анкара · САЩ 22 октомври 1973: Хонолулу · САЩ 18 май 1976: Сан Франциско · Бразилия 20 април 1977: Сао Пауло · Колумбия 14 юни 1982: Богота · Индонезия 25 юли 1984: Джакарта · Япония 3 септември 1988: Токио · Русия 13 юли 1991: Москва · Австралия 8 ноември 1999: щат Нов Южен Уелс · Франция 12 ноември 1991: Париж · Мексико 5 октомври 1992: Мексико · |  | Китай 23 октомври 1993: Пекин · Монголия 6 октомври 1995: Улан Батор · Виетнам 1 май 1996: Ханой · Полша 20 юни 1996: Варшава · Египет 27 април 1997: Кайро · Италия 18 март 2000: Рим · Казахстан 6 ноември 2004: Астана · САЩ 13 март 2006: Вашингтон · Гърция 15 март 2006: Атина · Тайланд 16 юни 2006: Банкок · Канада 2007: Ванкувър · Албания 24 март 2010: Тирана · |